# Oscorp
A Oscorp (às vezes estilizada como OsCorp), também conhecida formalmente como Oscorp Industries, é uma corporação multinacional fictícia multibilionária que aparece nas histórias em quadrinhos americanas publicadas pela Marvel Comics, predominantemente em histórias do Homem-Aranha. A empresa foi fundada por Norman Osborn / Duende Verde e apareceu em inúmeras adaptações para a mídia. Apareceu pela primeira vez em The Amazing Spider-Man #37 (março de 1966) e foi criada por Stan Lee e Steve Ditko.

## História
A corporação está sediada na Torre Oscorp em Nova York. Foi criada e administrada por seu CEO Norman Osborn. Norman estudou química e engenharia elétrica na faculdade. Ele também fez vários cursos de administração de empresas. O professor de Norman, o Professor Mendel Stromm, formou a parceria empresarial. Como Norman forneceu a maior parte do financiamento, eles chamaram sua empresa de Osborn Corporation, ou Oscorp.
A pesquisa inicial de Stromm foi sobre um produto químico que daria força aprimorada em seus sujeitos de teste e eventualmente transformaria Osborn no Duende Verde. Osborn, querendo a fórmula para si mesmo, descobriu que Stromm estava desviando fundos da Oscorp. Stromm explicou que estava apenas pegando emprestado, mas Osborn o entregou à polícia. Depois de vários anos na prisão, Stromm foi libertado e tentou matar Osborn por vingança usando robôs malignos. Ele foi parado pelo super-herói Homem-Aranha e aparentemente morreu de um ataque cardíaco quando quase foi baleado.
A empresa de Jay Allan, "Allan Chemical", foi fundida com as ações de Normie Osborn da Oscorp e as últimas propriedades restantes da Horizon Labs após sua destruição, estabelecendo-a sob o novo nome de "Alchemax".
Mais tarde, foi revelado que Norman Osborn, sob o disfarce de "Mason Banks", criou a corporação para deixar um império forte para seu neto e estabelecer um império para o legado de Osborn. Sua sede, a Torre Oscorp, era a antiga sede da Oscorp.
Em Marvel 2099, a Alchemax eventualmente controlaria a maioria dos aspectos da vida diária em um futuro possível.

## Em outras mídias

### Televisão
- A Oscorp foi destaque em Spider-Man: The Animated Series (1994-1998). Norman Osborn contrata Spencer Smythe para criar uma arma para destruir o Homem-Aranha, criando o Matador de Aranhas. O acordo feito com Osborn significava que Norman construiria uma cadeira flutuante para o filho paralisado de Spencer, Alistair. O Matador de Aranhas capturou involuntariamente Flash Thompson vestido como Homem-Aranha, e o verdadeiro Homem-Aranha veio em seu socorro. Isso levou a um incêndio em grande escala na fábrica da Oscorp. Norman Osborn citou Spencer: "Lembre-se do nosso acordo. Sem Spider-Splat, sem Hoverchair." Spencer escolheu ficar para trás e acabar com o Homem-Aranha enquanto Norman levava Alistair para um lugar seguro. Depois que o Matador de Aranhas foi destruído pelo Homem-Aranha, a Oscorp explodiu e Spencer supostamente pereceu. No entanto, Spencer sobreviveu, tendo sido encontrado por Wilson Fisk / Rei do Crime. Norman inventou a tecnologia que criaria o Duende Macabro e o contratou para assassinar o Rei do Crime. O assassinato foi frustrado por Peter Parker e o Rei do Crime suspeitou de uma conspiração contra ele. Norman posteriormente demitiu o Duende Macabro, que se aliou ao Rei do Crime e sequestrou o filho de Norman, Harry. Quando o Rei do Crime se recusou a pagar o Duende Macabro imediatamente, eles encerraram sua parceria. Após isso, Osborn vendeu 50% de sua empresa para o Rei do Crime para pagar sua dívida. Norman e seu parceiro Wardell Stromm foram forçados a criar armas químicas para o Rei do Crime. Uma reação instável resultou durante um experimento e Norman pareceu ter perecido na explosão. No entanto, Norman sobreviveu à explosão, sua força aumentada pelo gás da explosão, e isso combinado com as armas do Duende Macabro criou o Duende Verde. Ele então começou a sequestrar os acionistas da Oscorp, incluindo os membros do Conselho J. Jonah Jameson, Rei do Crime e Anastasia Hardy (mãe de Felicia Hardy / Gata Negra), embora o Homem-Aranha tenha descoberto uma base subaquática onde o Duende pretendia matá-los. Lutando contra o Duende, o Homem-Aranha o desmascarou. A amnésia se seguiu e Norman não conseguia se lembrar de sua dupla identidade. Na manhã seguinte, Norman anunciou publicamente que a Oscorp não estaria mais envolvida na criação de armas químicas e permitiu que Harry fosse contratado.
- A OsCorp é brevemente apresentada em Spider-Man: The New Animated Series (2003). No episódio "Heróis e Vilões", a diretoria da Oscorp convence a Empire State University a destruir um de seus conjuntos habitacionais, as Torres Villeroy, o que leva à chegada de um novo vigilante Turbo Jet (o ex-engenheiro da NASA Louis Wyler). Em "A Lei da Selva", o vingativo Curt Connors, em seu estado de Lagarto, ataca a Torre Oscorp e quase matou Harry se não fosse pelo Homem-Aranha. É revelado que Curt perdeu o braço direito ao testar uma arma: Projétil de Fragmentação Explosiva de Área Ampla (WAFER) e tentou processar a empresa, mas o caso foi arquivado. Em "Quando Faíscas Voam", um Electro que retorna é parado pelo Homem-Aranha usando um contêiner de Armazenamento de Alta Voltagem da Oscorp.
- A Oscorp é destaque em The Spectacular Spider-Man (2008-2009). A Oscorp é a principal empresa de fabricação de produtos químicos (que também tinha divisões de pesquisa que lidavam com outras áreas) com sede na cidade de Nova York e foi fundada e de propriedade do implacável empresário, inventor e químico talentoso chamado Norman Osborn. Em algum momento, Norman se deparou com uma fórmula química com a intenção de usá-la para aumentar a inteligência e a força física de uma pessoa. Osborn tentou recriar a substância química (secretamente) e usou pequenas doses dela. A fórmula de fato aumentou sua inteligência e força, mas também o deixou louco. Ele criou uma fantasia de Halloween para si mesmo, que ele coloriu de verde em homenagem à solução e se autodenominou "Duende Verde", para o qual seu principal objetivo era se tornar o chefe do crime reinante em Nova York e matar o Homem-Aranha.
- A Oscorp é destaque na série animada Ultimate Spider-Man (2012-2017). Semelhante à realidade Ultimate Marvel, Norman contatou o Dr. Otto Octavius para capturar o Homem-Aranha e contou seu plano de criar super soldados a partir de seu DNA. Octavius contratou o Quarteto Terrível para fazer o trabalho. Mais tarde naquele dia, Octavius recebeu uma mensagem do Mago de que eles encontraram o vigilante. No dia seguinte, quando o Quarteto Terrível foi derrotado, Norman repreendeu Octavius, que prometeu não decepcioná-lo novamente. O Doutor Octopus mais tarde envia um Octobot para obter uma amostra do Homem-Aranha, o pequeno Octobot voltou com ela e criou o simbionte Venom a partir da amostra. Norman ordenou que ele o fizesse em um dia. Mais tarde, quando Norman voltou de sua casa, a vizinhança foi destruída por Venom, que escapou e procurou pelo Homem-Aranha. Depois que Venom foi supostamente destruído, Norman parabenizou Octavius pelo sucesso e ordenou que ele fizesse um protótipo avançado dele. O Doutor Octopus contratou o Treinador para capturar o Homem-Aranha. Depois que o Treinador retornou de uma missão fracassada, Octavius ficou furioso e destruiu suas instalações, enquanto o Treinador decidiu se vingar do Homem-Aranha.
- Na série animada Avengers Assemble, um prédio da Oscorp é visto no episódio "Dark Avengers".
- A Oscorp aparece em Marvel's Spider-Man (2017-2020). Houve uma brecha de contenção onde algumas aranhas experimentais nas quais a empresa estava trabalhando foram soltas nas instalações; uma aranha acabou picando o aluno Peter Parker, da Midtown High. Além disso, há a Academia Osborn como rival tecnológica da Horizon High, e uma força de segurança de alta tecnologia chamada Comandos Osborn, composta por funcionários e alunos da Academia Osborn.
- A Oscorp é destaque na série animada do Disney+, Your Friendly Neighborhood Spider-Man (2025).

### Filme

#### Trilogia doHomem-Aranhade Sam Raimi

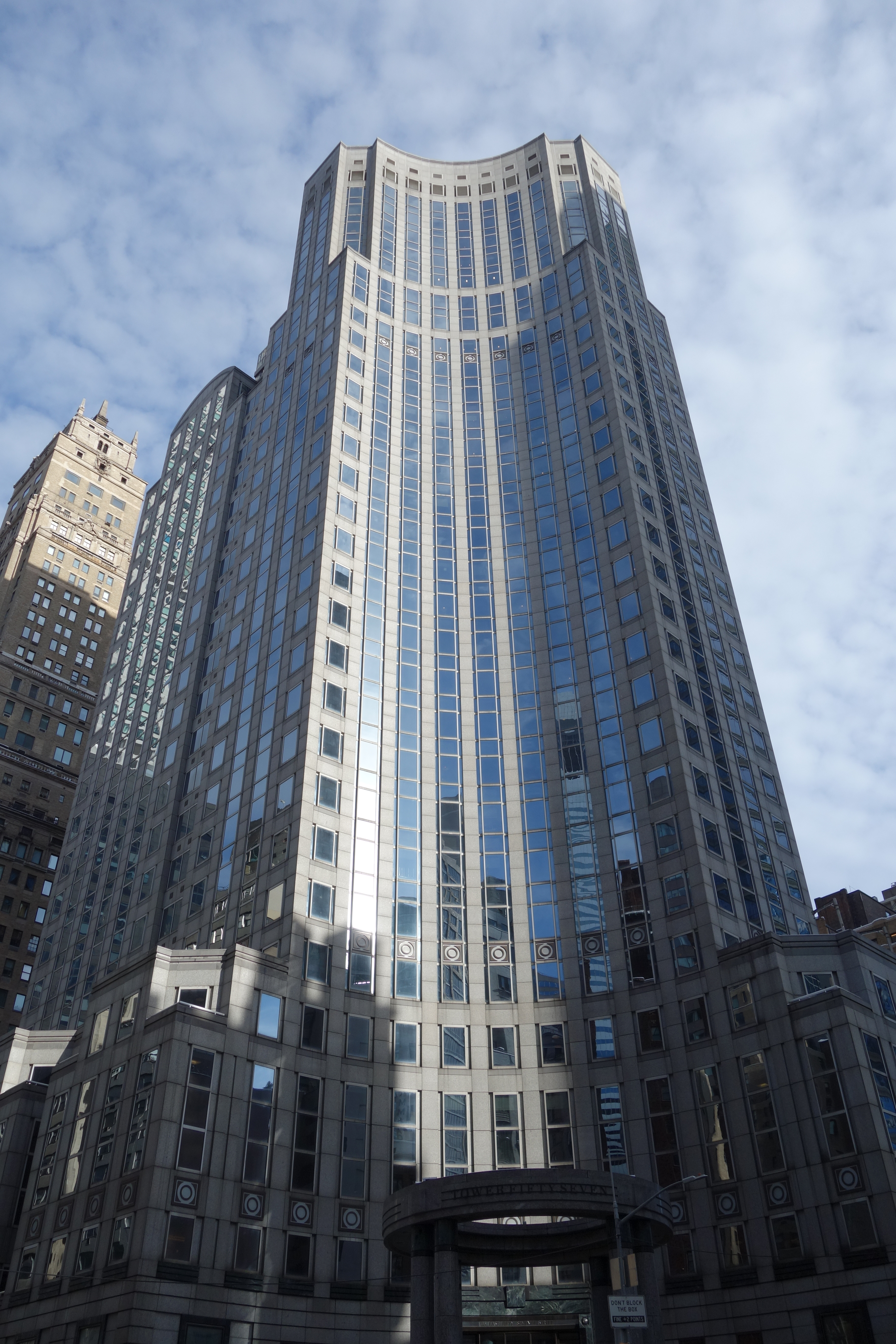
A Torre Cinquenta e Sete na Avenida Lexington e na Rua 57 foi usada para o exterior da Torre Oscorp no Homem-Aranha de Sam Raimi (2002).

A Oscorp aparece nos dois primeiros filmes da trilogia do Homem-Aranha de Sam Raimi.

#### Duologia deOEspetacular Homem-Aranha
A OsCorp é destaque em The Amazing Spider-Man (2012) e The Amazing Spider-Man 2: Rise of Electro (2014), ambos dirigidos por Marc Webb. Nos filmes, a Oscorp é retratada como uma poderosa e corrupta corporação científica liderada por Norman Osborn e outros como Rajit Ratha e Donald Menken, que usa os vastos recursos da empresa em várias tentativas de encontrar uma cura para sua doença terminal. A corporação está envolvida em uma variedade de conspirações ilegais, como a incriminação e assassinato de Richard e Mary Parker, e o desenvolvimento do veneno de aranha que deu ao Homem-Aranha seus poderes. Os experimentos científicos e atividades ilegais da Oscorp desempenham um papel no desenvolvimento de vários supervilões, incluindo o Lagarto, Electro, Duende Verde e Rino. Além disso, a Oscorp tem controle sobre o Instituto Ravencroft para Criminosos Insanos, no qual eles realizam experimentos científicos ilegais e desumanos nos pacientes mentais do instituto. Esses experimentos são supervisionados por um cientista louco chamado Dr. Ashley Kafka.

#### Universo Cinematográfico Marvel
- O edifício Oscorp de O Espetacular Homem-Aranha deveria aparecer no filme The Avengers (2012) do Universo Cinematográfico Marvel (MCU). No entanto, quando o edifício Oscorp foi totalmente projetado para O Espetacular Homem-Aranha, o horizonte de Os Vingadores já estava renderizado, então a ideia foi abandonada devido a restrições de tempo.[3]
- Em Spider-Man: No Way Home (2021), Norman Osborn é transportado do universo dos filmes de Sam Raimi para o Universo Cinematográfico Marvel após o Dr. Stephen Strange falhar em um feitiço de esquecimento para todos esquecerem que Peter Parker é o Homem-Aranha, após fugir de sua dupla persona, o Duende Verde, após quebrar sua máscara, não consegue encontrar sua empresa na Nova York do MCU e presume que ela não existe. Embora seja possível que a Oscorp Inc. exista no Universo Principal do MCU, embora fora da cidade de Nova York, ou ainda não tenha existido, e de qualquer forma pode aparecer em produções posteriores do MCU.

#### Universo do Homem-Aranha da Sony
Um edifício da Oscorp apareceu no trailer do filme Morbius (2022) do Universo Homem-Aranha da Sony; no entanto, foi cortado da versão final do filme.

### Jogos eletrônicos
- A Oscorp aparece no videogame Spider-Man de 2002. A empresa no jogo é paralela à do filme, com Norman Osborn e seus cientistas tentando capturar o Homem-Aranha para estudar sua genética e aperfeiçoar um soro de supersoldado que a empresa precisa desenvolver para um contrato militar. Após várias tentativas frustradas de capturar o Homem-Aranha usando robôs da Oscorp, Norman se submete ao soro inacabado e se torna o Duende Verde. Mais tarde, o Homem-Aranha se infiltra na Oscorp para investigar o relacionamento do Duende com a empresa após examinar um Morcego Navalha que encontrou durante uma de suas batalhas. Enquanto estava lá, o Homem-Aranha encerra uma operação de armas químicas altamente perigosa e destrói um robô gigantesco. Ele então descobre que o Duende Verde está mirando em Mary Jane Watson depois que um dos robôs da Oscorp captura uma foto dela o beijando.
- Oscorp aparece em Spider-Man: Friend or Foe (2007). O Homem-Aranha luta contra o Duende Verde no heliporto da filial japonesa da Oscorp.
- Oscorp aparece em Lego Marvel Super Heroes (2013). Os Vingadores parecem não saber que o Duende Verde é Norman Osborn, já que não sabiam por que ele foi para a Oscorp. Mais tarde, o Homem-Aranha, aliado à Viúva Negra e ao Gavião Arqueiro, se aventura pela Oscorp enquanto persegue o Duende, levando-os a uma luta com Venom.
- O logotipo da Oscorp de O Espetacular Homem-Aranha pode ser visto em Homem de Ferro 3: The Official Game, que é baseado no filme de mesmo nome.
- Oscorp aparece no videogame The Amazing Spider-Man. No jogo, a empresa mudou amplamente seu foco para os Caçadores de Aranhas de Alistair Smythe e outras robóticas avançadas em resposta à proliferação de experimentos "Interespécies" baseados na pesquisa do cientista da Oscorp, Curt Connors, que caiu em desgraça, como Scorpion/MAC, Rhino, Iguana e Nattie. Outros membros da equipe mencionados ou apresentados no jogo incluem Otto Octavius, Mendell Stromm e Michael Morbius .
- Oscorp aparece no videogame The Amazing Spider-Man 2. O líder da gangue Herman Schultz e membros da máfia russa roubam tecnologia da Oscorp para lutar entre si pelo domínio; Schultz, em particular, usa um dos dispositivos roubados para se tornar o Shocker mais tarde. A tecnologia roubada pelos russos aparece nos desafios do jogo.
- Oscorp aparece no videogame Marvel Contest of Champions.
- A Torre Oscorp é um local no Marvel Snap.[5]